# Chiesa di Santa Maria Annunziata (Noale)
La chiesa arcipretale di Santa Maria Annunziata è la parrocchiale di Moniego, compresa nel vicariato di Noale, in città metropolitana di Venezia e diocesi di Treviso; fa parte del vicariato di Noale.

## Storia
Della parrocchia di Moniego si hanno notizie dal XII secolo. Fatto sorprendente, rappresentò un'exclave del patriarcato di Aquileia (più tardi dell'arcidiocesi di Udine) circondata dalla diocesi di Treviso. Solo nel 1818, su richiesta di Sebastiano Soldati, arciprete di Noale e poi vescovo di Treviso, papa Pio VII la assegnò definitivamente a Treviso. Per la sua antica e singolare storia, la chiesa è insignita del titolo di arcipretale.
La prima consacrazione di cui si ha notizia è quella del 25 marzo 1321 compiuta dal patriarca Pagano della Torre. Fu restaurata alla fine del XV secolo dal parroco di allora, il francescano Grecolco da Scutari e per l'occasione fu costruita la cupola e ampliata l'area presbiterale. Tuttavia, la chiesa è stata più volte rimaneggiata anche nei secoli successivi.

## Descrizione
Ogni secolo ha lasciato all'interno della chiesa la sua traccia: per esempio i due altari laterali tuttora dedicati al crocifisso e alla "Madonna del Pan" sono di fattura tardo XVI secolo (inizio XVII).
Splendido è il coro ligneo che si trova nelle pareti del presbiterio, commissionato verso il 1450, come la porta che immette nella cappella Grimani, che al suo interno è decorata con affreschi di buona qualità. In detta cappella (usata per le celebrazioni feriali invernali) si trova una lapide marmorea datata al XIII secolo che insieme alla porta della cosiddetta cassaforte (XIV secolo) e ai succitati affreschi fa di questa piccola cappella una piccola gemma della magnifica corona che è la Parrocchiale.
L'altare maggiore, dove vi è il tabernacolo con l'Eucaristia, è sormontato da una pala raffigurante l'Annunciazione con due appendici a destra e a sinistra raffiguranti i due santi patroni di Aquileia: Ermagora vescovo e Fortunato diacono, entrambi martiri. Dall'anno 2000 si è ripresa l'usanza di celebrare con solennità la ricorrenza di questi due santi, il 12 luglio.
Il gruppo marmoreo costituente il corpo dell'altare è di attribuzione cinquecentesca.
Notevole nel presbiterio è la sede (la "sedia" usata dal parroco o dal vescovo per le celebrazioni), unita al muro accanto alla base dell'ornamento dell'arco santo. Sopra la sede vi è la nicchia di custodia per gli olii santi.
Rivestono importanza storica le pale dell'altare della Madonna e di Sant'Urbano (quello di San Valentino è una pittura molto recente e risale al 1960, in sostituzione di un'opera precedente distrutta da un incendio).
La pala di Sant'Urbano raffigura il pontefice seduto e rivestito dei paramenti e della tiara in conversazione con altri santi. Sopra vi è raffigurata la chiesa trionfante con in primissimo piano la Vergine santa. La pala della Madonna è stata adattata perché si trovava in altra sede. La pala raffigura un gruppo di angeli che sembrano portare in alto la statua marmorea della Madonna del Pan qui collocata in una nicchia, con alcuni santi in preghiera sotto l'immagine. La mancanza di alcune mani di angeli fanno pensare appunto ad un adattamento. Forse originariamente la pala raffigurava gli angeli che portavano altro, forse la Santa Casa di Loreto.

### Organo
L'organo, del 1995, è stato costruito dalla ditta padovana Pizzo e Brasson. È collocato in controfacciata su di una cantoria realizzata appositamente per esso. Lo strumento è a trasmissione integralmente meccanica ed è composto da due tastiere e pedaliera con un totale di 25 registri reali.

### Campanile
Davanti al sagrato della chiesa parrocchiale di Santa Maria Annunziata vi è il campanile di Moniego, risalente al 1512, alto 50 metri e caratterizzato da una guglia slanciata e da colori sgargianti che lo rendono facilmente riconoscibile e uno dei campanili veneti più ammirati. Nella cella campanaria sono collocate cinque campane realizzate nel 1951.